# Llywel
Llywel est un village et une communauté du Powys, au pays de Galles.

## Géographie
Llywel est situé dans le sud-ouest du Powys, dans le comté historique du Brecknockshire, près de la frontière du Carmarthenshire. Il est traversé par la Gwydderig (en), un affluent de la Brân (en) et sous-affluent de la Towy.
Bien que Llywel donne son nom à la communauté, le village le plus peuplé est Trecastle / Trecastell (en), à 1,5 km au sud-est.

## Démographie
Au recensement de 2011, la communauté de Llywel comptait 497 habitants.